# Proasellus margalefi
Proasellus margalefi är en kräftdjursart som beskrevs av Henry och Guy Magniez 1925. Proasellus margalefi ingår i släktet Proasellus och familjen sötvattensgråsuggor. Inga underarter finns listade i Catalogue of Life.